# God's Pleasure
God’s Pleasure was een Nederlandse evangelische gemeente in de binnenstad van Utrecht, die van 1989 tot 1996 heeft bestaan.

## Beginjaren
Oprichter, voorganger en leider van God's Pleasure (GP) was de uit Curaçao afkomstige Edwin Ogenio, die aanvankelijk een koffiebar dreef, waaruit de kerk zou voortkomen. Hij en zijn vrouw Annemarie hadden de algehele leiding in handen. Ogenio was ook zanger van de huisband van de gemeente, Decision D – een thrashmetal-groep; de kerk werd ook wel als hardrock-kerk getypeerd.
De kerk was een zelfstandige gemeente met een jonge, alternatieve uitstraling, die vooral jongeren van tussen de 18 en 25 jaar trok en ook opvang bood aan jongeren met verslavingsproblematiek. Op het hoogtepunt van zijn bestaan trok de kerk enkele honderden aanhangers. Ogenio en zijn staf hadden met het oog op de opvang enkele huizen gekocht. Ook exploiteerde GP een eigen cd-winkel en functioneerde de kerk als een concertpodium.

## Opspraak
Vanaf 1993 raakte GP in opspraak. Er kwamen vanuit verschillende ex-leden en ouders van leden verontruste geluiden naar buiten over de gang van zaken binnen de kerk. Ogenio en zijn staf bemoeiden zich met relaties tussen leden, in sommige gevallen tot aan het laten verbreken van de relaties toe (of juist het aanzetten tot relaties), en er zou een sterk beroep op leden worden gedaan om forse financiële bijdragen af te staan aan GP. Ook zou Ogenio in de pastorale counseling met jonge meisjes 'ernstige fouten' hebben gemaakt (later werd door sommige meisjes aangegeven dat er sprake was van seksueel misbruik).
De groep werd na de onthullingen over en beschuldigingen van manipulatie vanuit verschillende hoeken bestempeld als een sekte. Begin 1994 werd een onderzoek ingesteld door een commissie in opdracht van het Landelijk Platform van de Pinkster- en Volle Evangeliebeweging, er werd op 9 april dat jaar een hoorzitting gehouden en de onderzoekscommissie voerde gesprekken met de staf van GP. Er werd een adviesraad ingesteld die invloed zou moeten krijgen op het beleid van de gemeente. Deze werd aanvankelijk door GP geaccepteerd, maar uiteindelijk toch afgewezen. GP organiseerde vervolgens een eigen hoorzitting, waarin nog aangesloten leden getuigenissen gaven over onder meer de 'bereidheid om alles te willen geven voor het volgen van Jezus'.
Ook schreef Ogenio het boekje 'Sektarische gezinnen' waarin hij betoogde dat niet God's Pleasure maar de gezinnen waar veel GP-leden uit kwamen, sektarisch waren. Net als veel ex-leden kwam ook de sekten-onderzoekgroep Terug Naar Af (TNA) tot de conclusie dat God's Pleasure een 'destructieve sekte' was. De conclusies van TNA werden door Ogenio van de hand gewezen: de onderzoekers zouden nooit gesproken hebben met de staf en “bovendien is het een seculiere organisatie”. Van een van de vrouwen die beschuldigingen naar buiten had gebracht, werd door Ogenio gezegd dat zij 'de tekenen van Izebel' had.

## Teloorgang
Eind 1995 ging het naar aanleiding van de negatieve publiciteit financieel zo slecht met de gemeente dat er huizen die door God's Pleasure werden geëxploiteerd, moesten worden verkocht om het gat in de begroting te dichten. Veel door GP opgevangen jongeren kwamen weer op straat te staan. Ogenio's vrouw biechtte publiekelijk op dat ze overspel gepleegd had, de situatie leek onhoudbaar te worden voor de voorganger. Hij vertrok naar de Verenigde Staten om daar zelf counseling te ondergaan. Na een scheiding hertrouwde hij met het Deense model Sophie Evensen, met wie hij in de VS het Institute of Love opzette. Bij GP kwam er nog een interimleiding in de personen van Ronald-Jan Kleisen en Tjeerd van der Meer, onder begeleiding van Jaap Dieleman, maar in het voorjaar van 1996 werd God's Pleasure opgeheven.